# Melissano
Melissano es una localidad italiana de la provincia de Lecce, región de Puglia, con 7.391 habitantes.

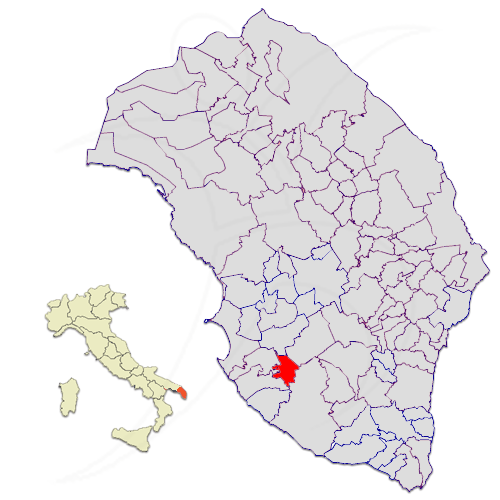
Ubicación de la ciudad de Melissano dentro de la provincia de Lecce.

## Evolución demográfica
| Gráfica de evolución demográfica de Melissano entre 1861 y 2001 |
|                                                                 |
| Fuente ISTAT - elaboración gráfica de Wikipedia                 |